# Gigantengrab San Cosimo

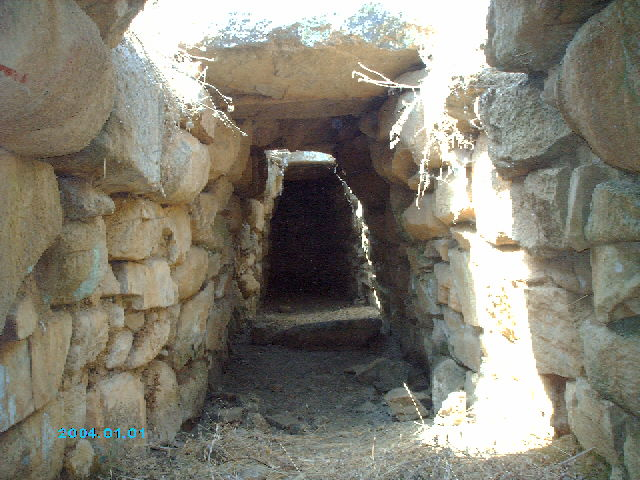
Die Kammer

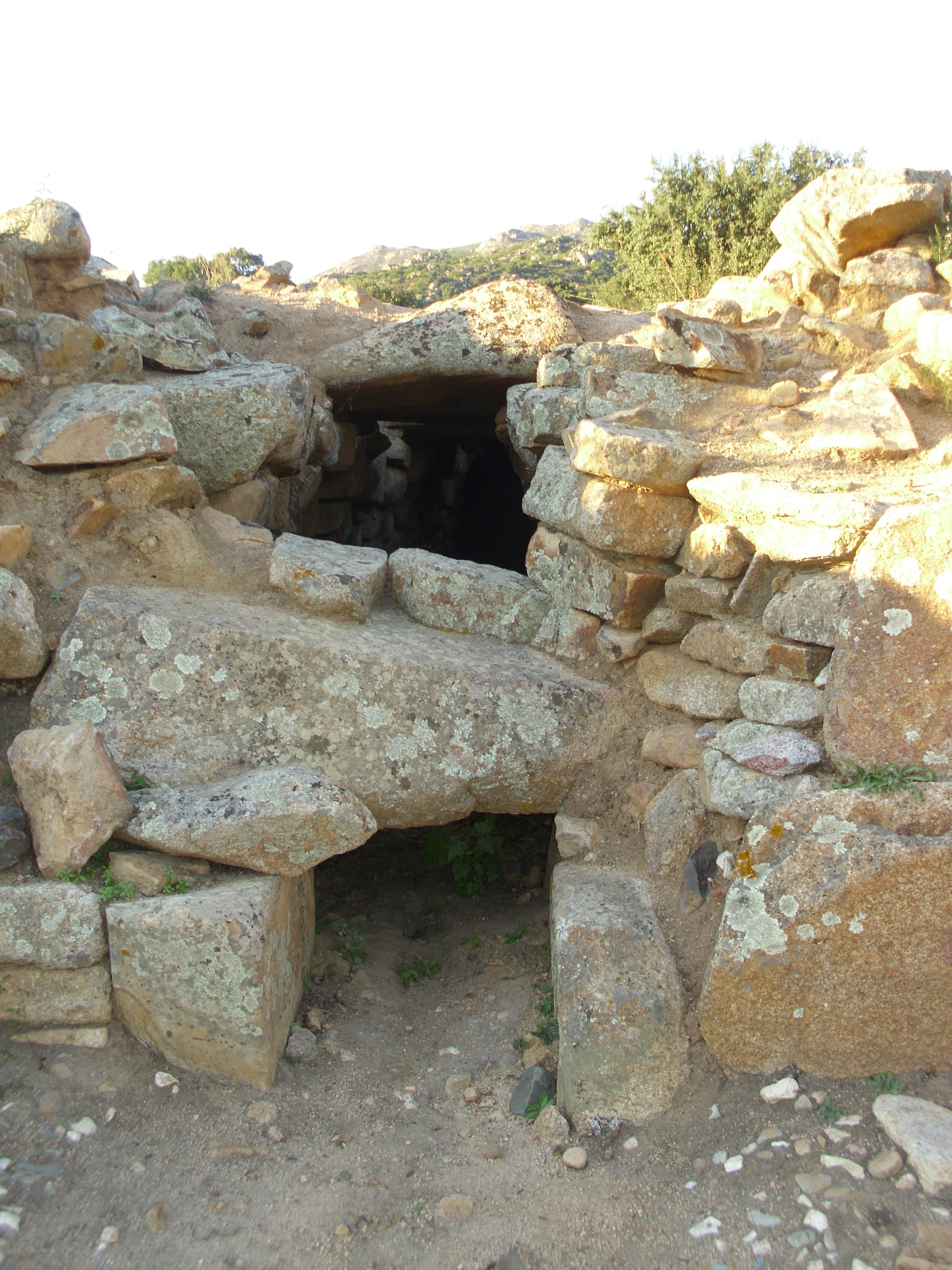
Zugang zur Kammer

Das Gigantengrab San Cosimo (auch „Sa Grutta de Santu Giuanni“ genannt) gehört zu den größten Gigantengräbern auf Sardinien. Es liegt südlich von Guspini, zwischen Gonnosfanadiga und Arbus, wenige 100 m von der Brücke über den Riu Terra Maistus, in der Provinz Sud Sardegna.
Die in Sardu „Tumbas de los zigantes“ und (italienisch Tombe dei Giganti –  plur.) genannten Bauten sind die größten pränuraghischen Kultanlagen Sardiniens und zählen europaweit zu den spätesten Megalithanlagen. Die 321 bekannten Gigantengräber sind Monumente der bronzezeitlichen Bonnanaro-Kultur (2.200–1.600 v. Chr.), die Vorläuferkultur der Nuraghenkultur ist.

## Typenfolge
Baulich treten Gigantengräber in zwei Varianten auf. Die Anlagen mit Portalstelen und Exedra gehören zum älteren Typ. Bei späteren Anlagen besteht die Exedra aus einer in der Mitte deutlich erhöhten Quaderfassade aus bearbeiteten und geschichteten Steinblöcken. Das Gigantengrab San Cosimo ist eine Anlage des jüngeren Typs (mit Quaderfassade).

## Beschreibung
Das gut erhaltene Gigantengrab aus groben, kaum behauenen Granitquadern hat eine 26,5 m lange Grabkammer. Sie besteht aus einem Korridor mit trapezoidem Querschnitt und fast zwei Metern Höhe. Die Breite von 1,6 m (unten) nimmt bis zur oberen Plattenabdeckung auf 0,9 m ab. Der trapezförmige Querschnitt stellt eine architektonische Zwischenstufe bei der Entwicklung von den Kammern mit rechteckigem Querschnitt, die die Gräber mit Orthostatenfassade kennzeichnen, zu den Kragkonstruktionen der jüngeren, in Quaderbauweise errichteten Gigantengräber (z. B. Madau) dar und läutet den späteren Bau echter Tholoi ein. Der halb unterirdische Korridor hat teilweise noch seinen Bodenbelag aus Bruchsteinen und Bachkieseln. Ungewöhnlich gut erhalten ist der Außenbereich, bei dem sich die Konturen der Exedra zu Kreisen erweitern, die am Ende des Kammerbereichs zusammentreffen und eine Schmetterlingsform bilden. Die Exedra wird partiell auch außen von einem Steinbogen begrenzt.

## Funde
Die 1981 von Giovanni Ugas begonnenen Grabungen erbrachten sehr interessante Funde, die im Museum von Sardara ausgestellt sind. Darunter waren große bauchige Töpfe mit breitem, waagerecht nach innen gezogenem Rand, deren Verzierung für die mittlere Bronzezeit charakteristisch ist. Sie kommt auch im Apennin und auf Korsika, Lipari und Sizilien vor. Ferner blaue und grüne Glasflussperlen, wie man sie auch auf Lipari und Sizilien (Thapsos) zusammen mit mykenischer Keramik des 14. Jh. v. Chr. fand.
Nördlich der Stadt Guspini liegt das Brunnenheiligtum von Sa Mitza de Su Nieddinu.